# Mistrzostwa Świata w Szermierce 1930
Mistrzostwa Świata w Szermierce 1930 – 8. edycja mistrzostw odbyła się w belgijskim mieście Liège.

## Klasyfikacja medalowa
| Lp. | Państwo         | złoto | srebro | brąz | Razem |
| --- | --------------- | ----- | ------ | ---- | ----- |
| 1   | Włochy          | 2     | 5      | 1    | 8     |
| 2   | Węgry           | 2     | 1      | 1    | 4     |
| 3   | Belgia          | 2     | -      | 1    | 3     |
| 4   | Francja         | 1     | 1      | 2    | 4     |
| 5   | Wielka Brytania | -     | -      | 1    | 1     |
| -   | Polska          | -     | -      | 1    | 1     |

## Medaliści

### Mężczyźni
| Złoto | Srebro | Brąz |
| Floret | | |
| Giulio Gaudini | Gustavo Marzi | Gioacchino Guaragna                                                                                                   |
| Włochy · Giulio Gaudini · Gioacchino Guaragna · Gustavo Marzi · Ugo Pignotti · Saverio Ragno · Rodolfo Terlizzi   | Francja · René Bougnol · Philippe Cattiau · Jacques Coutrot · Édward Gardère · René Lemoine                             | Belgia · Raymond Bru · Georges de Bourguignon · Max Janlet · Pierre Pêcher · Robert T’Sas · Édouard Yves              |
| Szpada | | |
| Philippe Cattiau                                                                                                  | Alfredo Pezzana | André Rossignol |
| Belgia · Émile Barbier · Xavier De Beukelaer · Charles Debeur · Charles Delporte · Willy Osterrieth · Léon Tom    | Włochy · Carlo Agostoni · Giancarlo Cornaggia-Medici · Renzo Minoli · Saverio Ragno · Franco Riccardi · Alfredo Pezzana | Francja · André Baur · Philippe Cattiau · André Labatut · Jean Lacroix · André Rossignol · Bernard Schmetz            |
| Szabla | | |
| György Piller-Jekelfalssy                                                                                         | Attila Petschauer | György Doros |
| Węgry · János Garay · Gyula Glykais · Sándor Gombos · Attila Petschauer · György Piller-Jekelfalssy · József Rády | Włochy · Renato Anselmi · Arturo De Vecchi · Giulio Gaudini · Gustavo Marzi · Alfredo Pezzana · Emilio Salafia          | Polska · Kazimierz Laskowski · Leszek Nycz · Adam Papée · Władysław Segda · Kazimierz Szempliński · Tadeusz Friedrich |

### Kobiety
| Złoto        | Srebro            | Brąz              |
| Floret       |                   |                   |
| Jenny Addams | Germana Schwaiger | Mary Ann Venables |